# OpenJ9
OpenJ9 — виртуальная машина Java, разрабатываемая Eclipse Foundation. Была создана компанией IBM. OpenJ9 лежит в основе многочисленных предложений IBM Java, в том числе WebSphere Micro Edition, а также в качестве основы для всех IBM JDK, начиная с версии 5. IBM предоставила OpenJ9 VM в распоряжение проекта Apache Harmony для запуска их библиотеки классов.
OpenJ9 была разработана с расчётом на переносимость на различные платформы, а также масштабируемость от мобильных телефонов до мэйнфреймов zSeries.